# 조르주 멜리에스
조르주 멜리에스(프랑스어: Georges Méliès, 1861년 12월 8일 ~ 1938년 1월 21일), 본명 마리조르주장 멜리에스(Marie-Georges-Jean Méliès)는 프랑스의 마술사이자 영화 제작자이다. 초창기 영화제작 기술과 장르 발전을 이끈 선구자로 평가받는다.
멜리에스는 여러 가지 특수효과 개념을 고안해 영화에 도입한 것으로도 유명하다. 그 중에는 정지 트릭(화면 씬을 끊고 다른 것으로 대체하는 것), 다중 노출, 타임랩스 기법, 디졸브 기법, 채색 수작업 등이 대표적이다. 한편으로 영화 제작에 스토리보드를 활용한 최초의 인물이기도 하다. 멜리에스의 대표작으로는 <달세계 여행>(1902년), <불가능한 여행>(1904년)이 있다. 두 작품 모두 쥘 베른의 소설처럼 환상적이고 초현실적인 여행을 다룬 작품들로서, 최초의 공상과학 영화 중 하나로 여겨지고 있다.

## 어린 시절

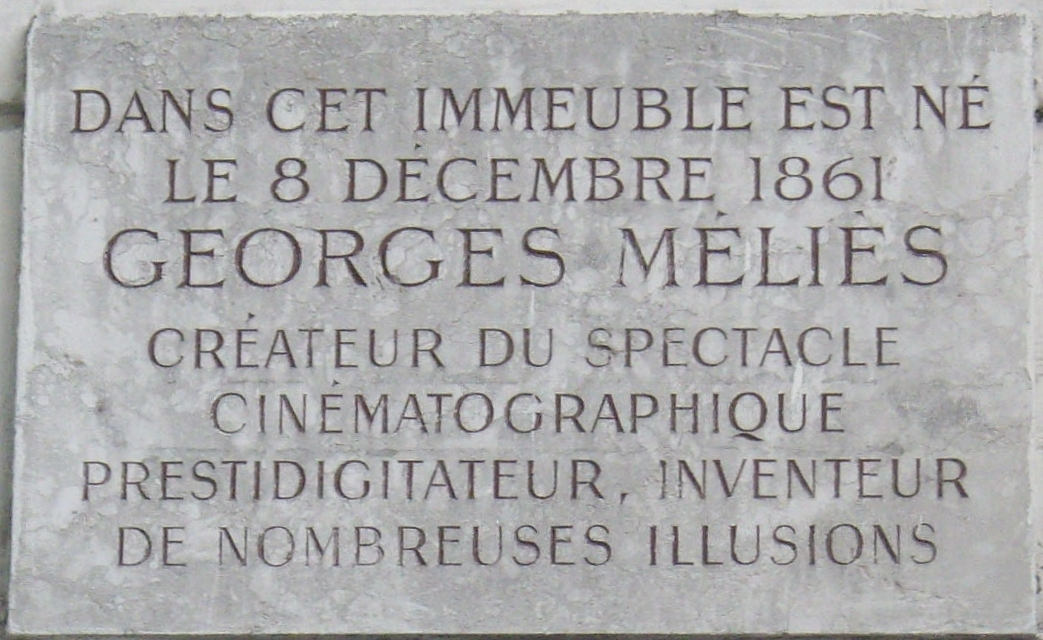
조르주 멜리에스의 생가 근처 거리에 붙어 있는 기념판

조르주 멜리에스는 1861년 12월 7일 프랑스 파리에서 태어났다. 아버지는 장루이스타니슬라 멜리에(Jean-Louis-Stanislas Méliès)였고 어머니는 요한나카테리너 스휘링(Johannah-Catherine Schuering)이란 이름의 네덜란드 사람이었다. 아버지는 제화 직인으로서 1843년 파리로 이사를 왔고 구두 공장에서 일하다 그곳에서 아내를 만났다. 요한나카테리너 역시 네덜란드 왕실의 정식 구두 제작공으로 있었다가 화재로 일거리를 잃자 파리로 건너온 아버지를 따라 온 것이었다. 요한나카테리너는 장루이스타니슬라를 지도하다 마침내 결혼을 하였고, 생마르탱 거리에 고급구두 공장을 세웠다. 첫째아들 앙리와 둘째아들 가스통을 낳은 뒤, 셋째 조르주가 태어날 때 즈음에는 풍족한 집안을 이루고 있었다.
조르주 멜리에스는 7살 때 미슐레 학교(Lycée Michelet)에 입학했다. 그러나 프랑스-프로이센 전쟁으로 학교가 포격으로 박살나 다니지 못하게 되었고, 그 당시에 알아주던 루이르그랑 학교로 전학을 갔다. 영화제작에 발을 들일 때에는 영화를 "예술적인 것이라곤 손도 못 대는 일자무식"이나 만드는 것이라 비난했던 것과는 달리, 회고록에서는 자신이 정식 고전교육을 받았다는 점을 강조했다. 하지만 스스로도 지성보다는 창의적인 소질이 더 컸다고 인정했다. "그는 예술적 열정이 너무 강했다. 프랑스어 작문이나 라틴어 구절을 두고 고민할 때면 그의 펜은 자기도 모르게 인물화라든지 선생이나 친구 캐리커처, 아니면 극장 세트 모양의 환상적인 궁전이나 풍경 등을 끄적이곤 했다." 학창 시절 노트와 교과서를 낙서로 가득 채워 선생에게 벌을 받는 일이 잦았던 멜리에스는 열 살 때 판지로 된 인형극장을 만들었으며, 더 나아가 10대가 되면서부터는 정교한 마리오네트를 만들기에 이르렀다. 1880년 멜리에스는 바칼로레아를 보고 학교를 졸업했다.

## 마술 활동

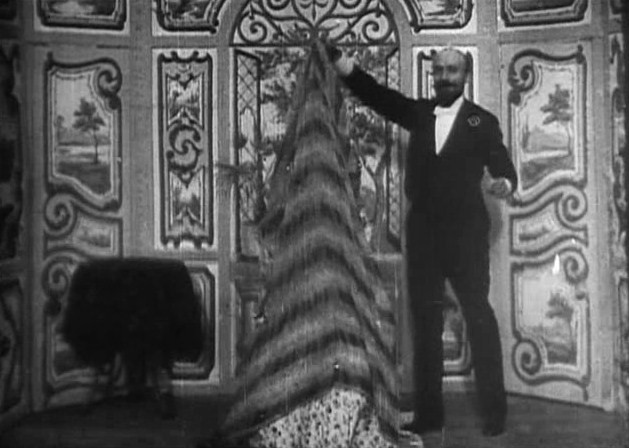
영화 <사라진 귀부인>에서 멜리에스가 마술을 선보이는 장면

학업을 마친 멜리에스는 형들을 따라 가업에 동참하게 되었고 재봉술을 배웠다. 3년간 군복무를 마치고 돌아온 뒤에는 아버지의 뜻에 따라 영국 런던에 있는 가족 지인 가게의 점원으로 일하게 되었다. 런던에 머물던 중 이집션 홀 (Egyptian Hall)에 들러 마술가 존 네빌 매스켈린의 환상 공연을 보았다가 마술을 하겠다는 한평생 열정을 북돋우게 된다. 1885년 파리로 돌아온 멜리에스는 에콜 데 보자르에서 회화를 공부하고 싶다는 새로운 의지가 생겼지만, 아버지가 예술 공부는 뒷바라지하지 않겠다고 하는 바람에 어쩔 수 없이 가족이 운영하는 공장 내 기계 감독일을 맡게 된다. 같은해 멜리에스는 형수와 결혼하라는 가족들의 바람을 거부하고, 그 대신 가족 지인의 딸이자 후견인으로부터 상당한 지참금을 물려받았던 제니 제냉 (Eugénie Génin)과 인연을 맺었다. 결혼 후 얼마 지나지 않아 1888년에는 첫째 조르제트가, 1901년에는 둘째 앙드레가 태어났다.
그렇게 가업을 이어가던 멜리에스는 마술사 장 외젠 로베르우댕이 지은 로베르우댕 극장의 공연을 보러가면서 마술에 대한 관심을 계속해서 키워 나갔다. 한편으로 에밀 부아쟁이라는 사람에게서 마술 강습을 받았고, 부아쟁은 멜리에스에게 난생 처음으로 공개무대에 나설 기회를 주었다. 그 결과 멜리에스는 그레뱅 밀랍박물관의 환상 캐비닛실에서 첫 마술쇼를 진행하였고 이후로는 갈레리 비비엔으로 무대를 옮겼다.
1888년 아버지가 은퇴하자 멜리에스는 가업 중 자신의 상속분을 두 형에게 팔아넘겼다. 그렇게 얻은 목돈에 아내의 지참금을 더해 로베르우댕 극장을 매입했다. 로베르우댕 극장은 '최고급' 극장으로 무대조명, 지레, 낙하문, 오토마타 등의 설비를 갖췄다고는 하나, 당장 할 수 있는 마술들은 대부분 유행에 뒤떨어진 것이었기 때문에 멜리에스가 신장개업을 하고 나서도 관람객은 저조한 상황이었다. 하지만 그로부터 9년 동안 멜리에스는 혼자서 30가지가 넘는 마술을 새로 고안해, 공연에 희극적이고 멜로틱한 볼거리를 더해 런던에서 보았던 것처럼 꾸며가면서 손님 수를 크게 늘렸다. 이때 선보인 유명한 마술 중 하나로는 '고집센 목잘린 남자'가 있는데, 어느 교수가 연설하던 도중 머리가 잘리지만 아랑곳않고 계속해서 말을 이어가고 결국 그 머리가 다시 자기 몸을 찾아 되돌아오는 마술이었다. 로베르우댕 극장을 매입할 당시 극장에 소속되어 있던 기술책임자 외젠 칼멜과 무대 연기자인 잔 달시(훗날 멜리에스의 정부이자 둘째 아내가 됨) 등도 같이 합류하였다. 극장을 운영하던 중에는 멜리에스의 사촌인 아돌프 멜리에스가 편집장으로 있던 진보 성향의 일간지 <라 그리프>(La Griffe)에 만평을 기고하기도 하였다.
멜리에스는 로베르우댕 극장의 주인으로서 무대보다는 무대 뒤에서의 일을 더 많이 하게 되었다. 본업인 마술 고안 외에도 감독, 기획, 작가, 무대 설치, 의상 등을 직접 맡았다. 극장의 인기가 높아지자 뷔아티에 드 콜타, 뒤페레, 레날리 등의 마술사를 극장으로 초빙하였다. 마술 외에도 거짓 무언극, 막간을 이용한 오토마타 공연, 환등기 쇼, 눈과 빛을 이용한 특수효과 등의 공연도 선보였다. 1895년 멜리에스는 환상예술가조합회(Chambre Syndicale des Artistes Illusionistes)의 회장으로 선출되기에 이르렀다.

## 영화계 입문
1895년 12월 28일 저녁, 멜리에스는 뤼미에르 형제가 파리의 극장 소유주들을 대상으로 특별히 선보이는 비공개 시네마토그래프 시연회에 참석하였다. 영화를 본 멜리에스는 그 즉시 뤼미에르 형제에게 1만 프랑을 건네고 기계 하나를 구매하겠다고 제안했다. 하지만 뤼미에르 형제는 자신들의 발명품을 계속해서 직접 관리하고 싶어했고, 한편으로는 매매가 목적이 아니라 기계에 담긴 과학적 배경을 역설하고자 한 것이었기 때문에 거래를 거절하였다(그날 밤 그레뱅 박물관에서 2만 프랑을, 폴리 베르제르에서 5만 프랑을 내걸고 거래를 제안하였으나 같은 이유로 거절했다고 한다). 그럼에도 로베르우댕 극장에 영사기를 두고 싶어했던 멜리에스는 다른 곳으로 눈길을 돌렸다. 비록 뤼미에르 형제의 것만큼 기술적으로 정교한 것은 못 되었지만, 유럽과 미국 도처의 수많은 발명가들이 그와 비슷한 기계들을 실험하고 있었던 것이다. 마침 주안 달시로부터 잉글랜드 여행 도중 로버트 W. 폴의 애니메토그래프 영사기를 본 적이 있다는 말을 듣고 멜리에스는 런던으로 향한다. 그리고 폴을 만나 애니메토그래프 한 대를 구매하고, 폴과 에디슨 제조사에서 제작한 단편영화 몇 편도 사들였다. 이로써 1896년 4월 로베르우댕 극장은 일일 공연 중 일부로 영화를 상영하게 되었다.
애니메토그래프의 설계구조를 파악한 멜리에스는 그것을 필름 카메라로 개조하였다. 당시 파리에서는 필름 작업실은 물론 필름 자체도 구하기 힘들었기 때문에, 멜리에스는 런던에서 미사용 필름을 구입해 들여온 뒤 혼자서 시행착오를 겪어가며 영화를 찍고 개발해 나갔다. 1896년 9월 멜리에스와 루시앙 코르스탕, 루시앙 뢸로가 힘을 모아 키네토그라프 로베르우댕(Kinètographe Robert-Houdin)이란 이름의 무쇠 영사기를 개발하고 특허를 냈다. 기계가 돌아가며 내는 소음 탓에 멜리에스는 '커피 그라인더' 내지는 '기관총'이라 불렀다. 이듬해 1897년부터 기술이 따라잡히고 더 좋은 카메라들이 파리에서도 구할 수 있게 되자, 멜리에스는 자신이 만든 카메라를 폐기하고 새로운 카메라를 샀다. 이때 구입한 것으로는 고몽, 뤼미에르, 파테 사에서 제작한 카메라였다.
멜리에스는 1896년부터 17년간 총 500편이 넘는 영화를 찍었으며, 작품 분량은 1분에서 40분까지 다양했다. 이들 영화의 소재 면에서는 마치 멜리에스가 선보였던 극장 마술쇼와 닮아 있는 경우가 많았는데 일종의 속임수나 실제론 불가능한 것 (예: 어떤 물건이 사라지거나 크기변화가 벌어지는 것)을 요소로 넣었기 때문이다. 특히 초창기 작품들은 특수효과에만 집중하고 줄거리는 원래부터 없었다. 특수효과는 어디까지 가능할련지를 보여주기만 했을 뿐, 전체 줄거리를 높인다거나 하지는 않았다. 멜리에스가 초창기에 제작한 작품들은 대부분 화면상의 효과 하나만 구성되었으며, 쉽게 말해 특수효과 하나가 그 작품 자체로 쓰였다. 예를 들어 멜리에스는 다중노출 기법을 실험한 뒤에는 《원맨 밴드》를 찍었는데, 자신이 7명의 등장인물로 각각 나와 하나의 밴드를 이루어 악기를 연주한다는 내용이었다.

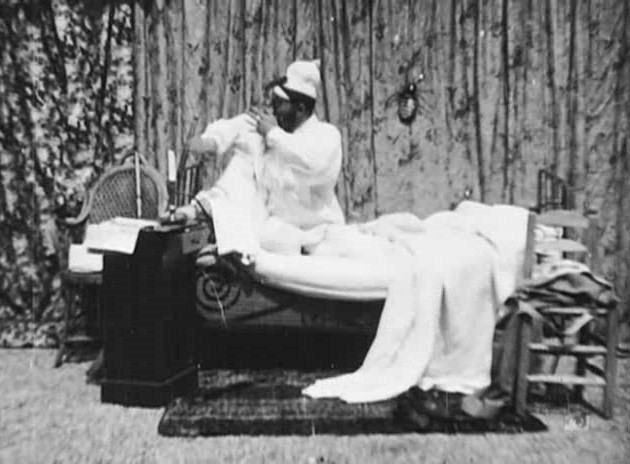
영화 <끔찍한 밤>의 한 장면

1896년 5월 멜리에스는 처음으로 자작 영화를 촬영하기 시작했고, 8월에는 로베르우댕 극장에 상영하게 되었다. 그해 말에는 뢸로와 함께 스타 필름 영화사를 설립하고 코르스탕을 첫 촬영기사로 삼았다. 멜리에스의 초창기 작품들은 당시 뤼미에르 형제의 영화를 내걸어 이천 명의 손님을 끌어모으던 그랑카페와 경쟁하기 위해 똑같이 뤼미에르 형제 작품들을 베끼거나 리메이크한 것들이었다. 멜리에스가 처음으로 제작한 영화 <카드놀이> 역시 뤼미에르 형제의 작품과 유사했다. 하지만 그런 작품들 외에도 멜리에스가 연극과 쇼를 위해 쌓아왔던 요령들을 드러낸 것들도 있었다. 예를 들어 영화 <끔찍한 밤>은 호텔에 묵던 손님이 느닷없이 거대한 빈대에게 공격받는다는 내용이었다. 다만 그보다 중요한 것은 뤼미에르와 멜리에스가 제작한 영화의 방향성이 달랐다는 사실인데, 뤼미에르 형제는 자신들의 발명품이 과학 및 역사 연구에 매우 중요할 것이라 보고, 전세계에 촬영기사를 파견하여 그 풍물상을 기록하도록 한 일종의 다큐멘터리 작가였던 반면, 멜리에스가 세운 스타 필름사는 자신들이 선보이는 마술과 환상, 즉 창작품에 관심있는 '풍물장터 단골'들을 주고객으로 삼았던 것이다.
이러한 초창기 영화를 제작하면서 멜리에스는 영화 촬영 상의 여러 특수효과들을 실험하고 고안해내기 시작하였다. 그 발단은 촬영된 장면을 중간에 바꿔치기하는 기법이었다. 멜리에스의 회고에 따르면 하루는 카메라로 테이크씬을 촬영하다가 중간에 먹통이 된 적이 있었는데, 그 결과물을 확인해보니 "마들렌-바스티유 버스가 영구차로, 여자가 남자로 바뀌었다. 그렇게 장면교체 기법, 이름하여 스톱 트릭 (stop trick)을 발견하였다"고 한다. 이 스톱 트릭이라는 개념 자체는 이미 미국의 토머스 에디슨이 영화 <메리 스튜어트의 처형>에서 메리의 목이 잘리는 장면을 촬영할 때 사용한 적이 있었다. 하지만 영화 속 마술을 위해 여러 가지 특수효과와 독특한 기법들을 동원한 것은 멜리에스 스스로가 생각해낸 것이었다. 멜리에스는 이 스톱 트릭 기법을 <사라진 귀부인>에서 처음으로 활용하였는데, 무대에 오른 조수가 트랩도어를 통해 순식간에 사라지게 만드는, 당시에도 뻔했던 마술에서 스톱 트릭 기법을 더해 한 여인이 뼈다귀로 바뀌었다가 다시 제 모습으로 돌아오는 마술로 발전시켰다.
1896년 9월 멜리에스는 파리 근교 몽트뢰유에 영화 스튜디오를 차렸다. 촬영 중 노출을 주기 위해 햇빛이 들도록 본관 건물 전체를 유리벽과 유리천장으로 꾸며놓았고, 그 규모는 로베르우댕 극장과 꼭 같았다. 여기에 의상실로 쓰이는 공간과 세트장 설치를 위한 창고도 마련해두었다. 이때 세트장과 의상은 물론 배우의 분장까지 각기 다른 톤의 회백색으로 정하였는데, 원색으로 해뒀을 경우 흑백 화면상에 기대했던 색대로 찍혀보이지 못하는 일이 부지기수였기 때문이었다. 멜리에스는 자신의 스튜디오를 "(대다수 공간을 차지하는) 사진작업실과 극장 무대를 합친 곳"이라 묘사하였다. 영화 촬영을 진행할 때 그림으로 그린 배경 앞에 배우가 연기하는 식으로 이뤄졌는데 이는 마술쇼나 뮤지컬 극장의 진행 방식에서 영감을 따온 것이었다. 스튜디오가 문을 열고서부터 멜리에스는 몽트뢰유 스튜디오와 로베르우댕 극장에서 각각 따로 시간을 보냈는데, "아침 7시 스튜디오에 도착해 하루 10시간 동안 세트장과 소품들을 설치한다. 5시가 되면 옷을 갈아입고 6시까지 파리로 가서 극장 손님들을 받을 준비를 한다. 간단히 저녁을 먹고서 8시 공연을 위해 극장으로 돌아가고, 그새 세트장 설계도를 스케치하다가 몽트뢰유로 돌아가서 잠에 든다. 금요일과 토요일에는 이번주에 준비한 씬들을 촬영하고, 일요일과 휴일에는 밤 11시 반까지 주간공연, 영화상영 3편, 저녁 공연에 참여한다"고 한다.

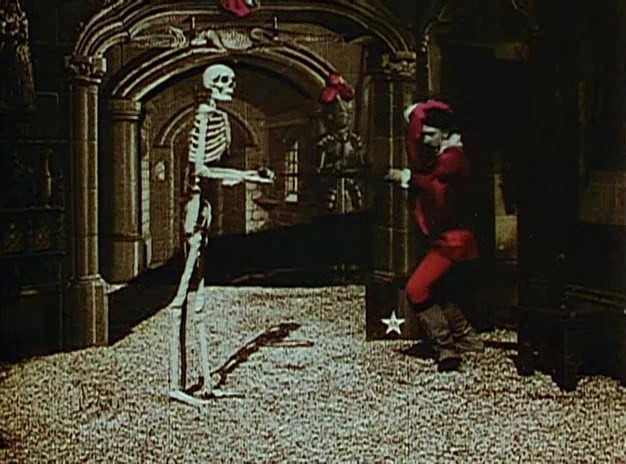
영화 <귀신들린 성> (1897)의 한 장면

1896년 멜리에스는 총 78편의 영화를 제작했고, 이듬해 1897년에는 52편을 제작하였다. 이때 멜리에스는 앞으로 그에게 남은 제작활동 기간 내내 찍게 될 모든 영화 장르를 한번씩은 다뤄보게 된다. 그 장르로는 뤼미에르 형제 방식의 다큐멘터리는 물론 코미디, 사극, 드라마, 마술쇼, 요정극 (féerie)이 있었는데, 여기서 요정극은 멜리에스의 대표 장르로 널리 알려지게 된다. 같은해 조르주 브뤼넬은 이렇게 썼다. "멜리에스와 뢸로는 무엇보다도 환상적이고 예술적인 씬, 극장 씬 재구성 등에 있어서 전문이었는데, 길거리 장면이나 장르 주제 같은 영화에 대한 평범한 시각과는 완전히 구별되는 특별한 장르를 개척하기 위해서였다." 한편 뤼미에르 형제나 영화사 파테처럼 스타 필름에서도 '남성용 영화'를 제작하였는데 <해변에서 엿보는 톰>, <일하는 최면술사>, <무도회가 끝난 뒤> 등이 여기에 해당된다. <무도회가 끝난 뒤>는 그 중에서도 유일하게 살아남아 지금까지 전하는 작품인데, 주연으로 잔 달시가 나와 옷을 벗고 살색 레오타드만 입고서 메이드의 도움을 받아 목욕하는 이야기를 담고 있다. 1896년부터 1900년까지는 위스키, 초콜릿, 이유식 제품 등의 광고 영화 열 편도 제작하였다. 1897년 9월 멜리에스는 로베르우댕 극장의 마술쇼 비중을 줄이고 매일 밤마다 영화 상영을 하여 영화관으로 바꿔보려고 시도하였다. 하지만 그다지 성공을 거두지 못했는지 1897년 12월 말부터 영화 상영을 일요일 밤에만 하게 되었다.

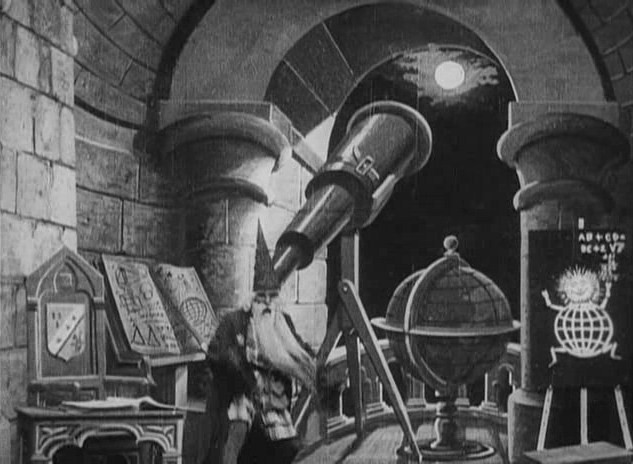
영화 <천문학자의 꿈>

이듬해 1898년 멜리에스가 제작한 영화는 27편에 그쳤으나, 그의 작품은 더욱 야심차고 정교해져 갔다. 이 해에 찍은 작품으로는 USS 메인 호의 침몰 사건을 다룬 영화 <메인 호 침몰 현장에서 작업하는 다이버들>, 마술트릭 영화 <유명한 상자 트릭>, 그리고 요정극 <천문학자의 꿈>이 대표적이다. <천문학자의 꿈>은 한 천문학자의 연구실에 악마와 천사가 찾아오고 난데없이 달이 들이닥쳐 연구실을 엉망으로 만든다는 이야기로, 천문학자는 멜리에스 본인이 연기하였다. 또 처음으로 종교를 풍자하는 내용의 작품인 <성 안토니우스의 유혹>을 제작하였는데 십자가에 매달린 예수상이 매혹적인 여인 (잔 달시)으로 바뀐다는 내용을 담고 있다.
촬영 상의 특수효과에 관한 실험도 계속되었다. 영화 <곤란한 저녁식사>에서는 리버스 샷 (reverse shot) 기법을 쓰기 위해 카메라 필름줄을 거꾸로 하여 크랭크를 돌렸다. 또 합성 기법도 실험하였는데 우선 검은색 배경 앞에 배우를 세워 한차례 촬영을 진행하고, 그 필름을 카메라에 되감아 다시 촬영하여 이중 노출을 시켜, 두 촬영본이 합성되는 효과를 내었다. 이 기법으로 영화 <악마의 동굴>에서 투명한 귀신이 출몰하는 장면을 찍었고, 영화 <시끄러운 네 머리>에서는 멜리에스가 자기 머리를 세 차례 떼어두고 다같이 합창하는 장면을 찍었다. 이 같은 특수효과를 완성하기란 까다롭기 그지없어서 어느 정도 숙련된 상태여야 했다. 1907년 멜리에스는 어느 글에서 다음과 같이 썼다. "배우는 각기 다른 열 개의 씬을 찍었는데, 필름이 돌아가는 사이 매 순간순간마다 지금 씬에서 정확히 어느 시점에 있는지, 무대 위의 정확히 어느 위치에 있었는지를 기억해야 했다."

## 세계적인 감독으로

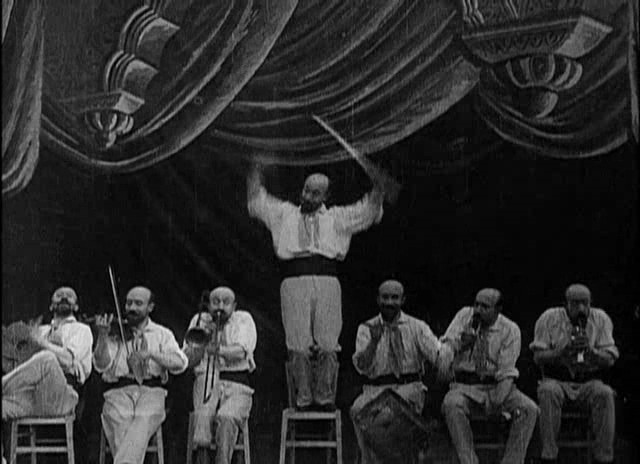
<원맨 밴드> (1900)의 한 장면

1900년에도 멜리에스는 다수의 영화를 제작하였으며, 대표적으로 <잔다르크>와 <원맨 밴드>를 꼽을 수 있다. 특히 <원맨 밴드>에서는 카메라로 일곱 개의 악기를 연주하는 본인의 모습을 각각 촬영, 합성하여 동시에 연주하는 것처럼 연출하는 등 특수효과 연구에 계속 정진했다. 또 다른 대표작으로 <크리스마스의 꿈>이 있는데 이 영화에서는 전통적인 크리스마스 팬터마임 공연에 영화상의 연출기법을 접목시키는 시도를 하였다.
1901년부터는 멜리에스가 제작한 영화가 여럿 성공을 거두면서 인기의 절정을 누렸다. 이 해의 영화로는 우선 <브라만과 나비>가 있는데, 멜리에스가 직접 연기한 브라만이 애벌레에 마법을 부려 나비 날개를 단 아름다운 여인으로 변신시켰다가 다시 애벌레로 돌려놓는다는 내용이다. 또 샤를 페로의 원작을 기반으로 한 요정극 장르 영화 <빨간 모자>와 <푸른 수염>도 제작했다. <푸른 수염>에서 멜리에스는 아내를 살인하는 주인공 역으로 잔 달시, 블뢰트 베르농과 함께 출연하였으며, 등장인물이 한 무대에서 다른 무대로 넘어갈 때 동시간대 크로스컷과 매치컷을 처음 활용한 영화로 꼽히는 등, 여러모로 주목받은 작품이다. 이듬해 미국 에디슨 컴퍼니에서 제작된 에드윈 S. 포터 감독의 영화 <잭과 빈스토크>는 <푸른 수염>을 비롯한 멜리에스의 작품을 미국식으로 옮겨와 그닥 재미를 못 봤던 작품으로 여겨질 정도다. 멜리에스는 이밖에도 블랙페이스 희화극 <블루밍데일 수용소로 보내다>를 제작하였는데, 네 명의 백인 버스 승객이 한 명의 뚱뚱한 흑인으로 합쳐지더니, 버스 운전사가 총을 쏴 펑 터진다는 줄거리다.
1902년 멜리에스는 등장인물의 크기를 바꾸는 착시효과를 위해 카메라를 이동시키는 실험에 들어갔다. 이 과정에서 도르레 의자 장치를 고안했는데, 프레임 내에서 배우가 제 위치에 있도록 하는 가운데서 촬영자가 카메라 초점을 적당히 또렷하게 맞추고, 도르레 장치를 이용해 카메라를 전진시키는 기법을 만든 것이었다. 이런 특수효과가 처음 도입된 건 《악마와 동상》부터로, 악마로 분장한 멜리에스가 윌리엄 셰익스피어의 줄리엣 앞에 나타나 몸 크기가 거인처럼 변하여 공포에 떨게 만들다가, 줄리엣을 구원하러 온 성모 마리아 앞에서 다시 몸이 쭈그러드는 장면에서 쓰였다. 《고무 머리 사나이》에서도 과학자로 출연한 멜리에스가 자신의 머리 크기를 무지막지하게 늘리는 장면에서 똑같이 사용되었다. 이러한 연출 실험은 지난 세월 다듬어왔던 다른 기법과 마찬가지로, 이듬해 멜리에스의 대표작으로 꼽히며 오래토록 사랑받게 될 한 작품의 제작에 밑거름이 되었으니, 바로 《달세계 여행》이다.

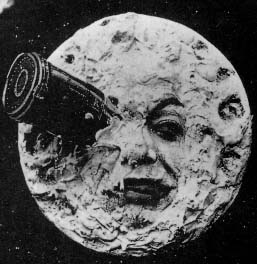
달세계 여행 (1902). 달의 한쪽 눈에 우주선이 꽂힌 순간을 연출한 이 장면은, 영화사를 통틀어 가장 대표적인 장면 중 하나로 꼽힌다.

1902년 5월 쥘 베른의 소설 《지구에서 달까지》와 허버트 조지 웰스의 소설 《달의 첫 인간》을 모티브로 삼아 제작한 영화 《달세계 여행》은, 멜리에스 본인이 주연인 바르방푸이 교수로 출연하였는데 이는 <천문학자의 꿈> (1898)에서 연기했던 천문학자와 비슷한 캐릭터라 볼 수 있다. 천문학자 모임의 대표인 바르방푸이 교수는 달나라 탐사 계획을 세우며 연구실에 거대한 포탄 모양의 우주비행체를 제작하고, 본인을 비롯한 여섯 명의 학자들이 비행체에 탑승해 머나먼 달을 향해 발사된다. 엄청난 길이의 대포로 발사된 비행체는 우주로 날아가 달사람 얼굴의 한쪽 눈에 꽂혀 착륙하게 된다. 달 표면에 내려 주변을 둘러보고 지구돋이도 본 탐사대는 잠을 청하고, 꿈 속에서 달의 여신 포이베 (블뢰트 베르농 역)들이 나타나 눈을 뿌리는 환상적인 장면이 연출된다. 이후 지하 동굴로 들어간 탐사대는 달나라 외계인의 습격을 받아 꼼짝없이 잡히게 되고, 외계인 대왕 앞에 붙들려 갔다가 가까쓰로 탈출해 비행선으로 되돌아간다. 외계인들의 끈질긴 추격을 따돌린 탐사대원들은 우주선에 달린 밧줄을 당겨 절벽으로 떨어지고 지구로 진입, 깊은 바닷속으로 착지한다. 비행선이 무사히 뭍으로 견인되고 돌아온 탐사대원들은 마을 사람들과 함께 성공적인 탐험을 축하하는 것으로 막을 내린다. 상영시간이 약 14분에 달하는 이 작품은 그때까지 멜리에스가 만든 작품 중 가장 긴 분량이었으며, 제작비도 만 프랑 정도 투입된 것으로 전해진다.

## 작품
조르주 멜리에스는 달세계 여행을 포함해서 총 100편 이상의 영화를 감독했다.
- 사라진 귀부인 (1896년)
- 달세계 여행 (1902년)

### 내용주
1. ↑  훗날 역사에 길이 남게 되는 뤼미에르 형제의 공개 시연회는 그 다음날 살롱 앵디앙 뒤 그랑 카페에서 열렸다. 일부 문헌에서는 멜리에스가 참석한 행사가 바로 이 공개 시연회라고 하지만, 이는 사실이 아니다.[4]

### 참조주
1. ↑  Gress, Jon (2015). 《Visual Effects and Compositing》. San Francisco: New Riders. 23쪽. ISBN 9780133807240. 2017년 2월 21일에 확인함.
2. 1 2 3 4  Rosen 1987, 747쪽.
3. 1 2 3 4 5  Rosen 1987, 748쪽.
4. 1 2 3  Cinémathèque Méliès 2013, 7쪽.
5. 1 2 3 4 5  Rosen 1987, 749쪽.
6. ↑  Malthête & Mannoni 2008, 301–2쪽.
7. ↑  Fry & Fourzon, The Saga of Special Effects, pp. 8
8. 1 2 3 4 5  Rosen 1987, 750쪽.
9. 1 2  Rosen 1987, 751쪽.
10. 1 2 3  Rosen 1987, 752쪽.
11. 1 2 3 4  Rosen 1987, 754쪽.
12. ↑  Musser. p. 325.
13. ↑  MacKenzie, Scott; Stenport, Anna Westerstahl (2019), “Méliès's Dream Film and Strindberg's Dream Play: Compressing Time and Space”, 《August Strindberg and Visual Culture: The Emergence of Optical Modernity in Image, Text and Theatre》 (Bloomsbury), 95–112쪽, doi:10.5040/9781501338038.ch-001, ISBN 9781501338007
14. ↑  달토끼 설화와 같이 달 표면이 사람 얼굴을 닮았다는 옛이야기에서 비롯된 설정
15. ↑  폴리에스 베르제르의 곡예사들이 연기했다.
16. ↑  이때 수족관 풍경을 합성해 바닷속처럼 보이게 만든 연출이 돋보인다.
17. ↑  Rosen 1987, 755쪽.